# 大阪淡路ライン
大阪淡路ライン（おおさかあわじライン）は、大阪市港区天保山の大阪港と淡路島津名町（現淡路市）の津名港を結んでいた旅客船路線である。

## 経緯
「高速バスに対抗しうる低料金｣をうたい文句に2002年10月に一日5往復として開業した。
USJ客を目当てにしたが、開業当初から利用者数は低迷、3ヵ月後の同年12月27日で廃止に追い込まれた。

## 船舶
使用された船舶は前年に運航を休止した「西淡路ライン」の高速船で、運航休止後もしばらく津名港に係留されていた。